# Pacaya
El Pacaya és un volcà actiu ubicat al municipi d'Amatitlán al departament de Guatemala i al municipi de San Vicente Pacaya al departament d'Escuintla, a Guatemala. 
Es desconeix fa quants milers d'anys va fer erupció per primera vegada, però se n'han registrat almenys 23 erupcions des de l'època de colonització espanyola a Guatemala. Després d'estar adormit durant un segle, va fer erupció violentament en 1965 i des de llavors ha estat en constant activitat eruptiva. Molta de la seva activitat és del tipus estrombolià i ocasionalment plinià. El 20 de juliol de 1963 va ser declarat parc nacional i és un lloc d'atracció turística estrangera i nacional. Està localitzat a 47,5 km al sud de la Ciutat de Guatemala, es pot visitar des de la ciutat d'Antigua Guatemala o la ciutat de Guatemala mateixa.

## Història geològica
El volcà Pacaya és part de l'Arc Volcànic de l'Amèrica Cetral, una cadena de volcans situada al llarg de la costa del Pacífic de Centreamèrica, que es va formar per la subducció de la placa de Cocos sota la placa del Carib. Jeu a la riba d'una considerable caldera formada a l'era del Plistocè que conté el llac d'Amatitlán. La caldera es va formar com a resultat d'almenys 90 grans explosions al llarg de 300.000 anys, generant un total de 70 km³ de magma.
Després de l'última erupció que va formar la caldera, fa 23.000 anys, es van formar molts cràters petits amb activitat eruptiva dins i al voltant de la caldera, entre ells el Pacaya. El Pacaya és el volcà més gran de l'era postcaldera d'Amatitlan, i ha estat un dels volcans centreamericans més actius en els darrers 500 anys. Hi va haver almenys 23 erupcions des de la colonització espanyola d'Amèrica.
Fa 1.100 anys, es va produir un gran esfondrament de l'estructura del volcà, amb un gran desplaçament de terra que va arribar fins a aproximadament 25 km del volcà sobre la plana litoral del Pacífic. L'esfondrament va deixar un gran cràter, dins del qual el present con actiu ha anat creixent. Per la presència d'una cambra magmàtica a poca profunditat sota el Pacaya, hi ha la possibilitat que es formin distorsions al con que poden causar inestabilitat a l'edifici volcànic. Per tant, hi ha el risc que es produeixin esfondraments en el futur que poden afectar les àrees poblades als voltants del volcà. El volcà Pacaya ha tingut fortes erupcions com la que es va produir l'any 1565. Aquesta erupció va ser una de les més grans del Pacaya; ja que va estar acompanyada de forts terratrèmols; a més va tenir fluxos piroclàstics que van arrasar amb tot al seu voltant. Els danys a la natura van ser molt impressionants, igual que als habitants els devia haver costat molt poder sortir d'aquesta calamitat.

## Ubicació
El Pacaya es troba al municipi de San Vicente Pacaya, al departament d'Escuintla, a la part sud de la República de Guatemala. Aquest volcà està catalogat com a parc nacional.
La seva altura ha canviat per les constants erupcions, s'han registrat els 2.500 msnm. Va fer erupció per primera vegada fa aproximadament 25.000 anys i el 1996 es va reactivar, després de gairebé un segle d'inactivitat.

## Erupcions durant l'època colonial

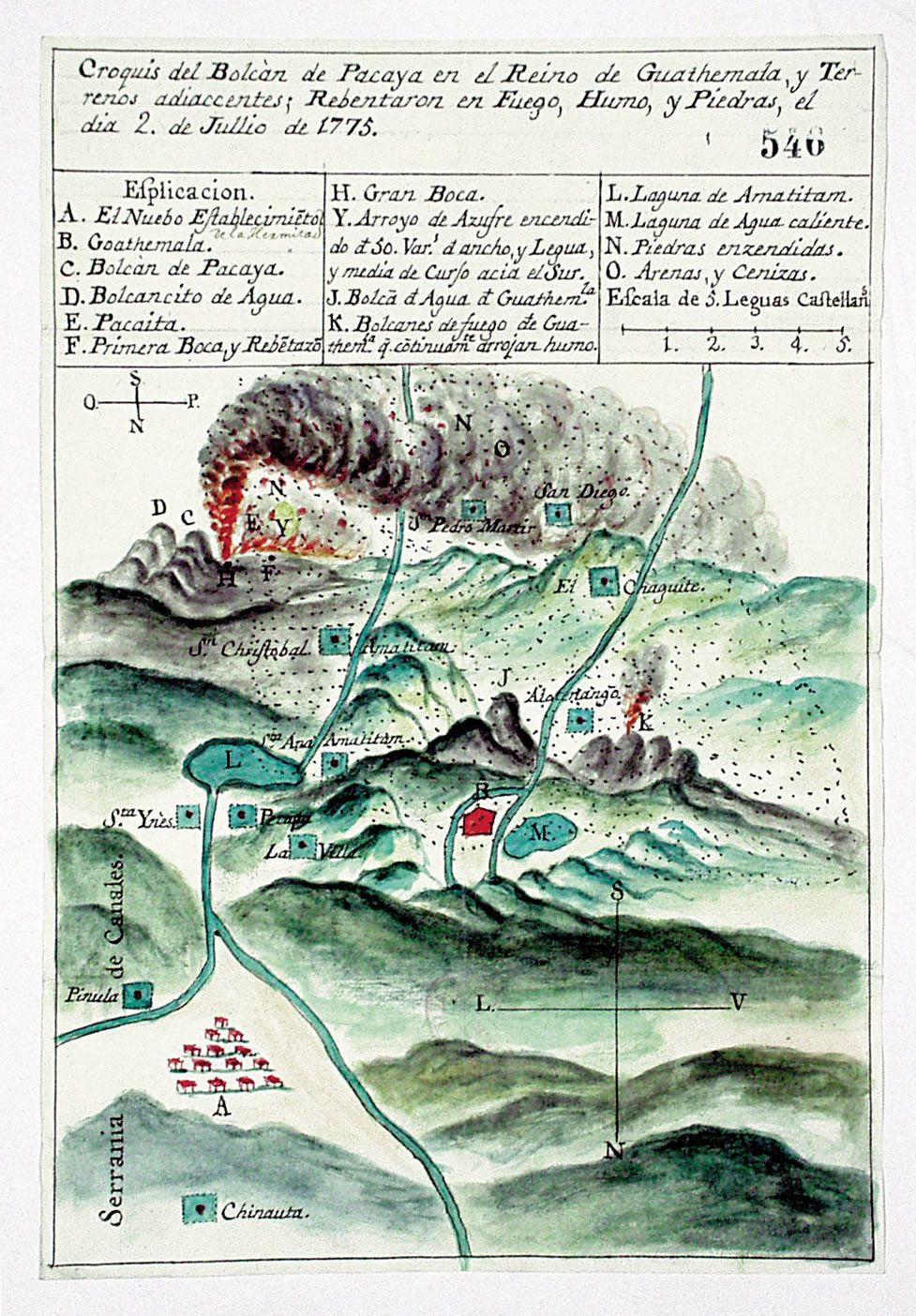
Croquis contemporani de l'erupció del 1775

Francisco Antonio de Fuentes y Guzmán, en la seva obra Recordación Florida de 1690, va descriure diverses erupcions que va fer el volcà als segles xvi i xvii. En el volum I, llibre 9, capítol 9 indica que «continuadament cada dia de l'any, llançava per un dels seus elevats pinacles gran quantitat de flames temoroses». El 1565 va fer una erupció que va afectar seriosament a la ciutat de Santiago dels Cavallers de Guatemala i les zones del voltant, i va fer que els pobladors s'encomanessin a Sant Sebastià perquè els protegís dels embats de la naturalesa. Una altra erupció es va produir el 18 de febrer de 1651, el volcà va expulsar gran quantitat de cendra i va provocar moviments sísmics. Les últimes erupcions descrites per Fuentes i Guzmán van ser: la de 1665 que «durant tres dies va arrossegar una quantitat immensa de sorra i va produir tremolors durant quaranta dies consecutius i que amb ressons paorosos i brams terribles va llançar unes flames de foc tan grans i elevades que la ciutat de Santiago es va veure de nit com si fos de dia i tots van dormir als seus patis els tres dies que això va durar», i les de 1668, agost de 1671 i juliol de 1677, que van ser similars a les de 1665.
L'historiador Domingo Juarros, en la seva obra Compendio de la historia de la Ciudad de Guatemala de 1818, destaca el fet que no hi ha documentació de les erupcions que es van produir entre 1690 i 1775. L'11 de juliol de 1775, el mateix Juarros va ser testimoni presencial de l'erupció produïda a la matinada, però que no va provocar grans sorolls, només un espès núvol de cendra que sortia al sud del volcà. El fet particular de l'erupció del 1775 va ser que no es va produir al cràter actiu, sinó a l'altiplà d'on divergeixen els tres cons de la muntanya.
| «                       | Està situat a l'orient, respecte del volcà Agua, i de l'Antiga Guatemala, però al sud de la Ciutat de Guatemala Nova, a tres llegües del poble d'Amatitlán. Reposa aquesta cèlebre muntanya unida a una serralada, que s'estén per un llarg espai, i aixeca tres caps, o pics d'un sol cos dilatat: tot el seu contorn es veu sembrat de malpaís que ha llançat en les repetides erupcions que ha fet. | » |
| — Domingo Juarros, 1818 | |   |

## Erupcions recents

### Relació amb els terratrèmols de 1917-1918
Després dels forts sismes registrats entre el 25 de desembre de 1917 i el 3 de gener de 1918, van arribar a la Ciutat de Guatemala diversos geòlegs per estudiar els efectes dels sismes; entre els que van arribar va estar Marshal Saville que estava a la ciutat quan va ocórrer el fort sisme del 24 de gener de 1918. Vet aquí el seu relat, que relaciona al fort sisme amb el volcà Pacaya:
| «                                     | El sisè gran sisme va arribar amb la lluna plena la nit del 24 de gener. Estava viatjant de Quiriguá a Guatemala per tren, i aquest s'havia endarrerit en Agua Caliente a causa d'un petit esfondrament. Així doncs, en lloc d'arribar a la ciutat a les 6:30 pm estava endarrerit més d'una hora. Exactament a les 7:20 pm, quan estàvem a unes cinquanta milles d'arribar i estàvem sortint d'un profund barranc entre les muntanyes, una pedra de la grandària d'una pilota de beisbol va caure des de dalt d'una muntanya i es va estavellar contra el marc de la finestra on jo anava assegut. A l'instant es va sentir un gran estrèpit, acompanyat d'una forta estirada cap al costat sud del tren. I això va ser immediatament seguit d'una forta tremolor a l'altra banda. El tren avançava molt lentament, potser a tres quilòmetres per hora, així que el maquinista el va poder aturar en qüestió de cinc metres. [...] La meva primera impressió, a causa de la pedra que havia xocat contra la finestra, va ser que s'havia produït una esllavissada d'una muntanya i que les enormes roques havien colpejat el tren. Però quan ens vam adonar que el tren estava intacte, tots vam saber el que havia passat. Pocs minuts després vam començar a sentir els tremolors de terra, i des d'aquell moment fins a les 4:30 am la terra no va estar quieta. Sentíem els sismes de tant en tant, i posteriorment vam saber que s'havien registrat quaranta-tres tremolors diferents aquella nit. [...] El tren va continuar la seva marxa lentament, però es va haver d'aturar en tres ocasions perquè netegessin les ensulsiades que li interrompien el pas. Per fi vam arribar al darrer i més gran dels passos entre les muntanyes; però aquest estava totalment bloquejat i es va trigar una setmana a netejar-lo perquè tan aviat com retiraven part de la terra es produïen noves esllavissades. Nosaltres vam passar la nit del 24 de gener al tren i vam acabar el nostre viatge a peu l'endemà al matí. El camí estava bloquejat a molts llocs, i especialment on la via fèrria descendia pel barranc més proper a la ciutat. Durant la caminada jo vaig comptar aproximadament dues-centes esquerdes, amb direcció aproximada de sud a nord, encara que en vaig veure algunes de perpendiculars a aquestes. La direcció de les esquerdes pot ser rellevant, ja que semblaven provenir del volcà Pacaya. Que les esquerdes van de la regió del volcà cap al nord, i no de nord a sud va quedar demostrat per una gran esquerda que vaig veure que provenia del sud i que després se separava en quatre esquerdes més petites cap al nord. [...] Com que els terratrèmols del 3 i del 24 de gener van passar la nit de lluna plena, la població es va alarmar pel que podria passar a la següent. En efecte, vam saber que el 26 de febrer el servei telegràfic es va interrompre per un fort sisme. | » |
| — Marshal Saville, 1r de juny de 1918 | |   |

### Erupció del 25 de gener de 1987: la «Mare de Déu del Volcà»

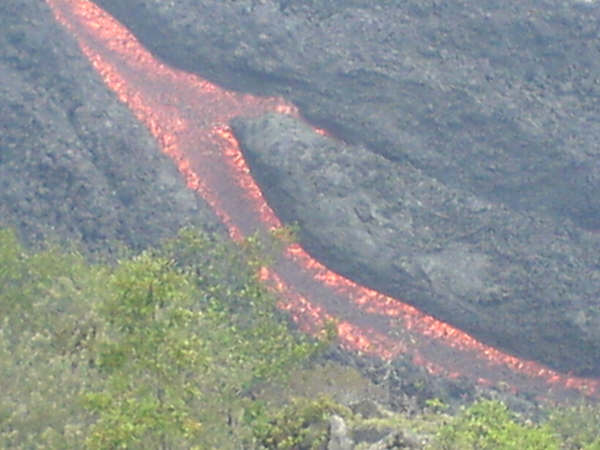
Rius de lava

El 25 de gener de 1987 el volcà de Pacaya va fer una forta erupció que es va iniciar cap a les cinc de la tarda i es va allargar fins a aproximadament les onze de la nit. Va ser visible a una distància considerable i, particularment des de la Ciutat de Guatemala, les formacions de lava que expulsava el volcà s'apreciaven a simple vista. Nombrosos fotògrafs van captar l'erupció i en diverses de les imatges nombrosos fidels catòlics van veure representacions de la Verge Maria, per la qual cosa a aquesta erupció se'l va conèixer com l'«erupció de la Mare de Déu del Volcà».

### Erupció del 27 de maig de 2010
Durant l'any 2006 es va incrementar l'activitat volcànica del Pacaya, que va generar molts rius de lava que fluïen lentament des del vessant del volcà. La notícia del fenomen es va propagar i el turisme local es va incrementar considerablement.

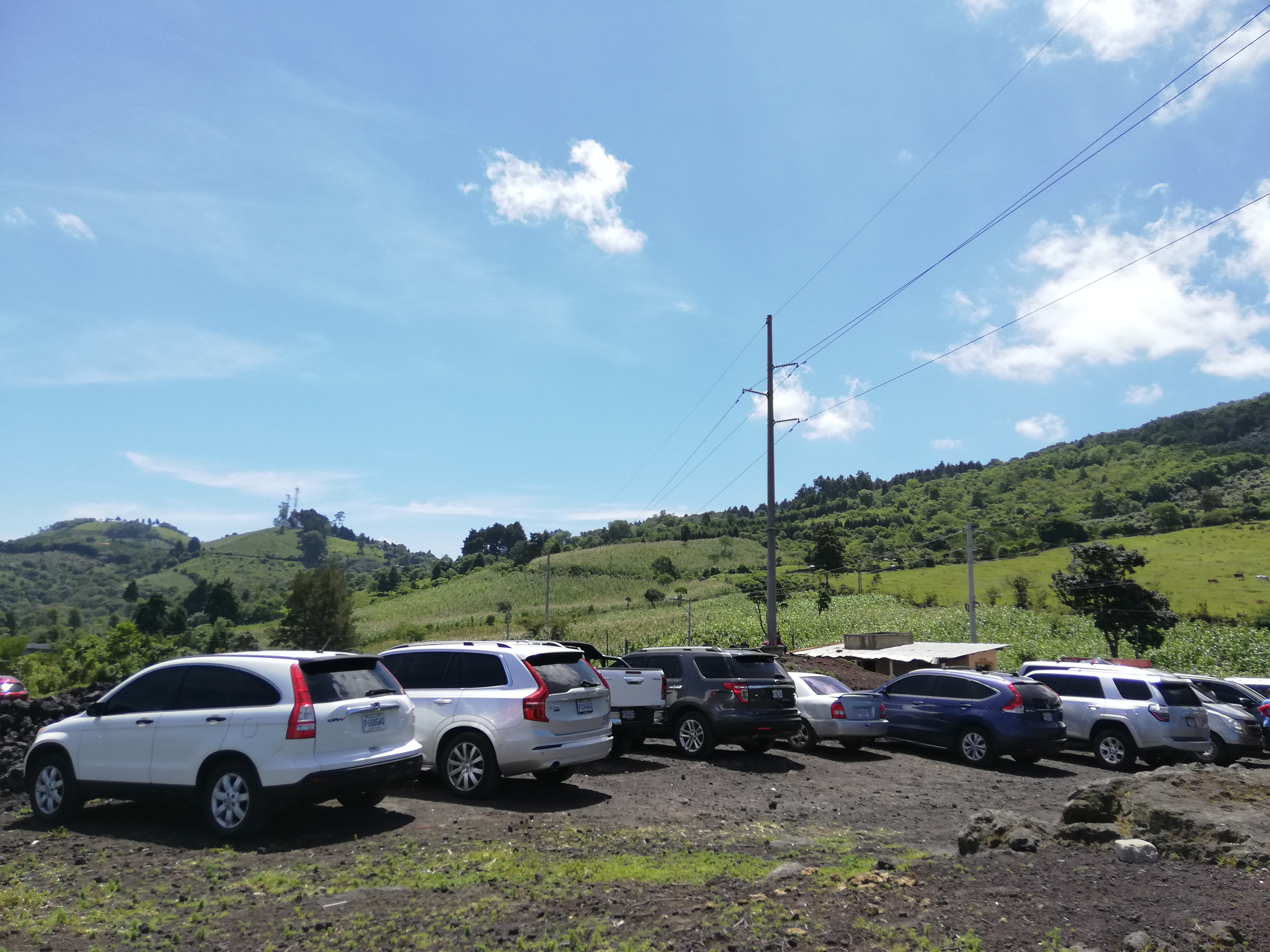
Centre de visitants del volcà Pacaya

El dijous 27 de maig del 2010, a les 7 del vespre, el volcà va fer erupció. La columna de cendra va arribar fins a 1.500 metres d'altura afectant la Ciutat de Guatemala i tres departaments més del país. Va causar el tancament de l'Aeroport Internacional La Aurora, ja que aquesta erupció va produir una pluja de sorra volcànica a tota la Ciutat de Guatemala, Escuintla i Sacatepéquez. Cinc dies després l'operació aèria va ser represa. La CONRED (Coordinadora Nacional per a la Reducció de Desastres) va declarar una alerta vermella per a les comunitats properes al volcà, i va recomanar en l'evacuació d'algunes.
L'erupció del volcà va causar la mort de dues persones, una d'elles va ser el reporter Aníbal Archila, corresponsal d'un dels noticiaris de televisió pública de Guatemala i un dels primers d'arribar a cobrir l'esdeveniment. Moltes altres persones que viuen als voltants van resultar ferits.

### Erupció del 2 de març de 2014

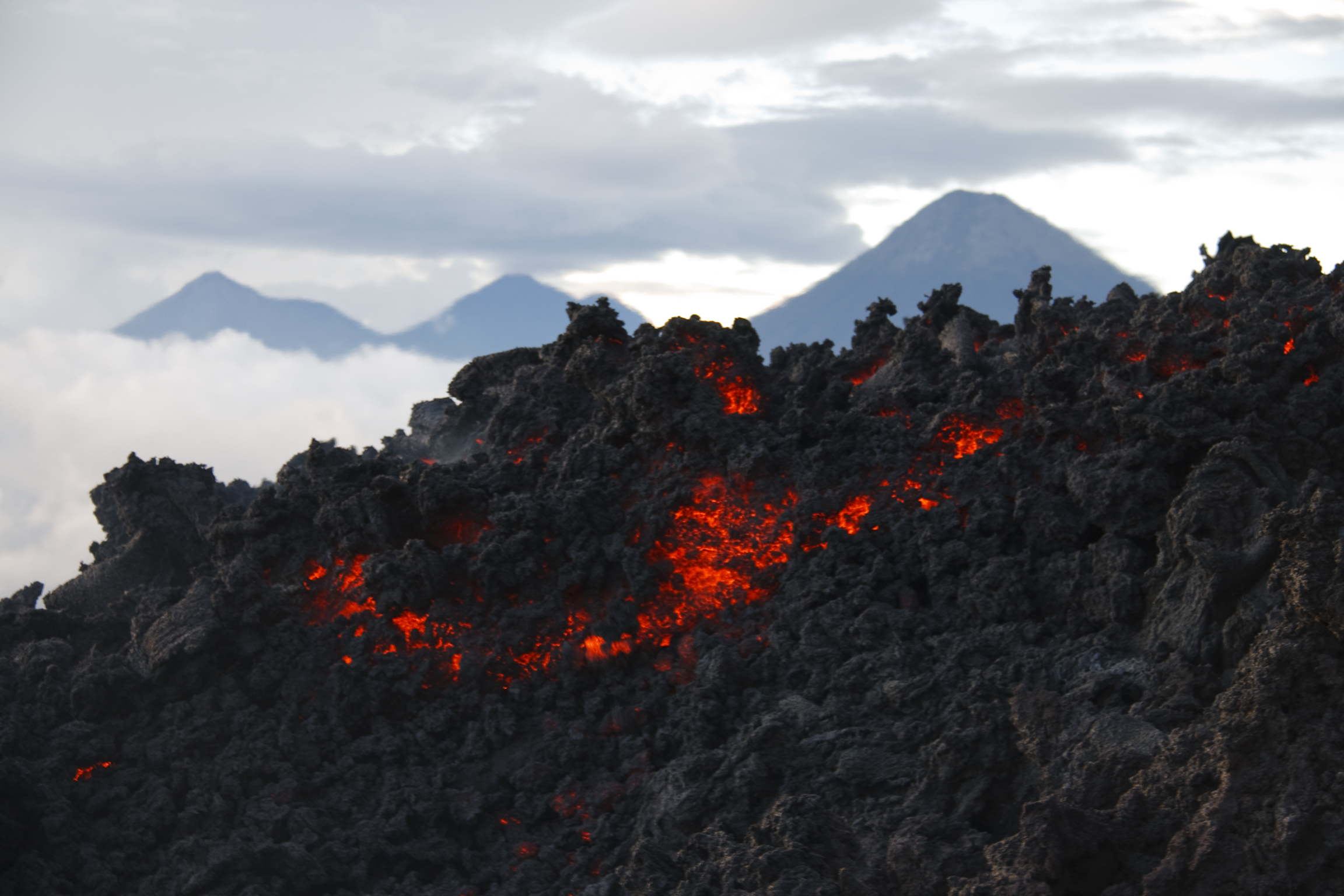
Lava del volcà el 2009

El diumenge 2 de març del 2014, durant la nit, es va produir una erupció amb explosions fins a 100 metres d'alçada sobre l'alçada del cràter, i després es va calmar. Però a la tarda del dissabte 1 de març i durant el matí del dia diumenge 2 de març, el volcà Pacaya va entrar en activitat eruptiva, cosa que permeté observar una columna de cendra des d'àrees poblades als voltants i punts alts del departament de Guatemala. Amb relació a l'erupció, Humberto Morales, director del parc nacional Pacaya, va dir que «l'activitat volcànica va començar a les 17 hores del dia dissabte 1 de març quan es va sentir una forta explosió acompanyada de petits sismes».

## Al cinema

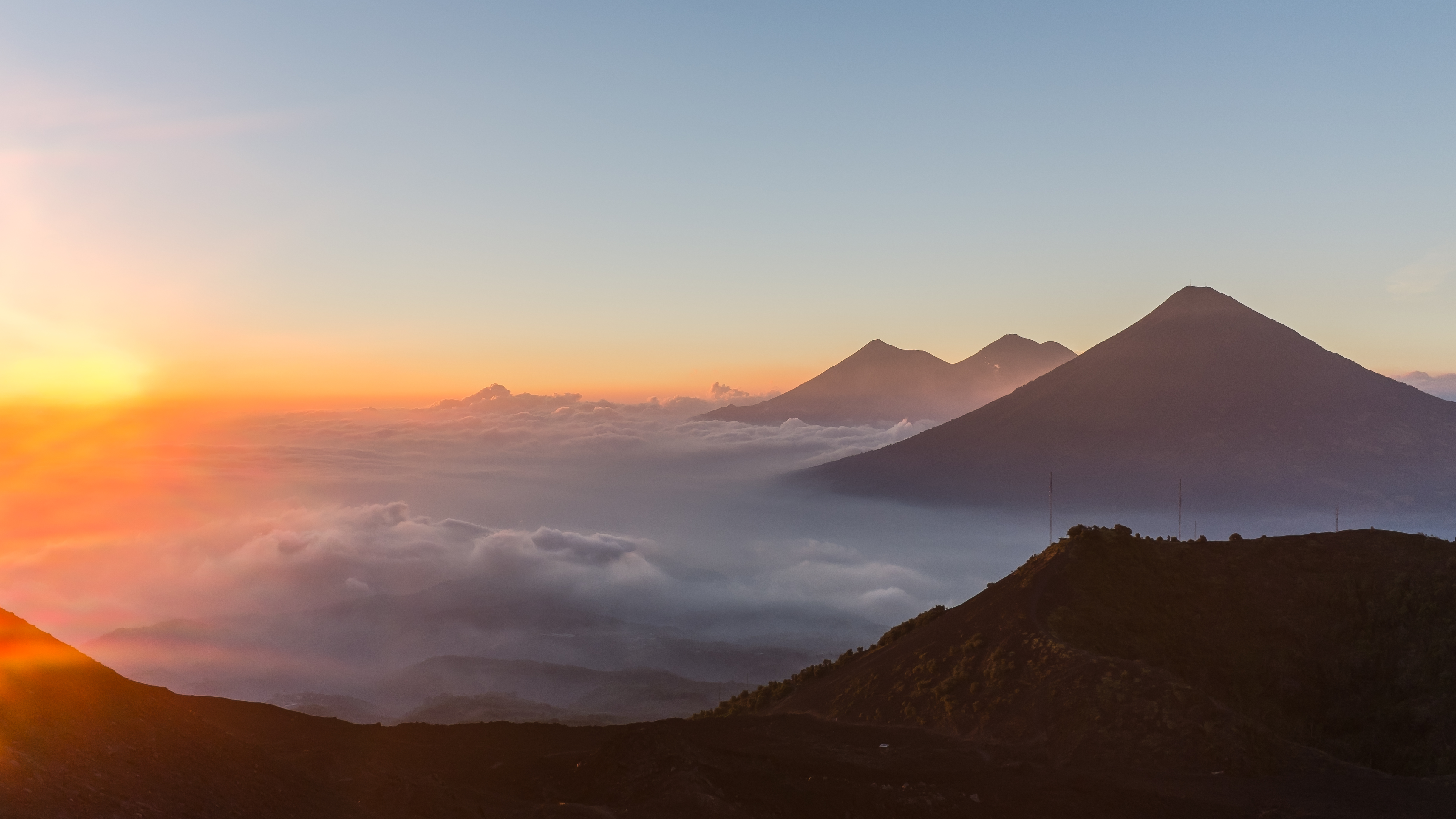
Vistes des del volcà

El municipi San Vicente Pacaya, ubicat al vessant del volcà, va ser la locació per filmar la cinta guatemalenca Ixcanul, del director guatemalenc Jayro Bustamante i que ha guanyat disset premis internacionals, inclosos guardons en grans circuits europeus. Basada en una història real, Ixcanul relata la història de la María, una noia que porta una vida tranquil·la, esperant que l'obliguin a casar-se, mentre lluita per sobreviure al costat de la seva família en una finca de cafè ubicada al vessant del volcà Ixcanul —el volcà Pacaya. Però la seva vida es veu alterada tràgicament després d'una nit d'amor amb el seu xicot de la infantesa, que la porta a enfrontar la dura realitat del tràfic de nens i del fort masclisme de la seva societat.